# Henk Schiffmacher
Hendrikus (Henk) Johannes Everhardus Schiffmacher (Harderwijk, 22 maart 1952) is een van Nederlands bekendste tatoeëerders.

## Jeugd
Schiffmacher komt uit een katholieke slagersfamilie in Harderwijk. Van jongs af aan had hij een voorliefde voor tekenen en verzamelen van natuurhistorische objecten. Voor school had hij weinig belangstelling. Hij wilde schilder worden. Zijn eerste schetsen en tekeningen vonden hun weg naar de huizen en slaapkamers van ooms en tantes en Schiffmacher won jaarlijkse tekenwedstrijden.

## Carrière
Zijn artistieke ambitie leidde begin jaren zeventig tot een korte periode aan de Reclame School REX aan het Frederiksplein in Amsterdam. Midden jaren zeventig werkte Schiffmacher bij het Amsterdamse filiaal van warenhuis De Bijenkorf op de afdeling die de etalages verzorgde. Na een opleiding als reclameschilder ging hij ook fotograferen. Tussen de middag liep hij vaak even langs in de zaak van Tattoo Peter in de Sint Olofssteeg, waar zijn fascinatie voor tatoeëren ontstond.
Schiffmacher is zeer actief op het gebied van tatoeages en verzamelde tijdens rondreizen allerlei voorwerpen die met de geschiedenis van de tatoeage te maken hadden.
Sinds december 2019 heeft Henk samen met zijn vrouw Louise een kledinglijn opgezet genaamd PYF Ink. Ze laten zich inspireren door de geschiedenis van het tatoeëren en ontwerpen kledingstukken met eigen designs.
Schiffmacher heeft een sieradenlijn opgezet onder de naam LOOT by Schiffmacher.
Freelance journalist en schrijver van boeken Corrie Verkerk bracht in 2016 een biografie uit over hem, getiteld: Schiffmacher (Uitgeverij De Kring).
Op 26 april 2017 ontving hij de onderscheiding van Officier in de Orde van Oranje-Nassau.

### Getatoeëerden

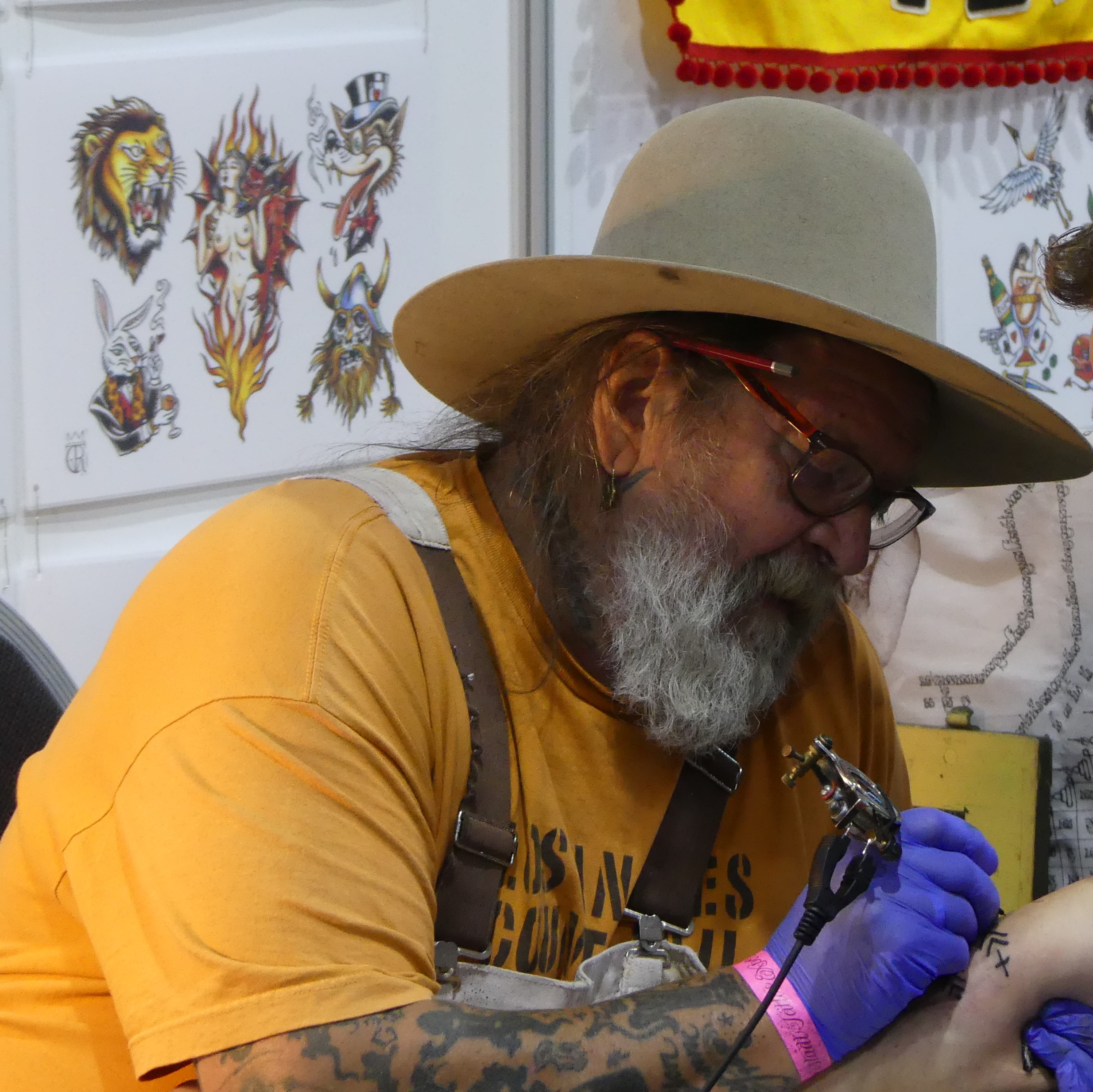
Henk Schiffmacher (2018)

Hij heeft onder anderen de volgende mensen getatoeëerd:
- De leden van de Red Hot Chili Peppers
- De leden van Pearl Jam
- Lemmy Kilmister
- Barry Hay
- Willy DeVille
- Herman Brood en Xandra Jansen
- Anouk
- Robbie Williams
- Frans van Zoest
- Adam Levine
- Ben Saunders
- Lady Gaga
- Ramones
- Stray Cats
- Marc Almond
- Rita Ora
- Davina Michelle
- Raven van Dorst

### Amsterdam Tattoo Museum
Op 5 november 2011 opende het Amsterdam Tattoo Museum, het grootste tatoeagemuseum ter wereld, met aan de basis de verzameling die Schiffmacher in meer dan dertig jaar bijeen had gebracht. Het museum sloot echter alweer binnen anderhalf jaar.

## Andere kunstvormen
Schiffmacher is ook bekend als schrijver en kunstschilder. In 2000 was hij deelnemer aan het televisieprogramma Big Brother VIPS en in 2007 had hij op de Amsterdamse stadszender AT5 een realitysoap onder de titel Schiffmacher & Co. Hij had in 1986 een klein rolletje in de film Flodder.
Schiffmacher heeft ook een Corendon Airlines Boeing 737-9Max (PH-CDQ) getatoeëerd.

## Ambassadeurswerk
Schiffmacher zet zich ook veelvuldig in voor het goede doel. Hij is ambassadeur voor Stichting Orange Babies, een stichting die zich inzet voor vrouwen en kinderen met hiv in Afrika. Ook is hij sinds juni 2010 samen met zijn vrouw Louise ambassadeur van Stichting B!NK, een stichting die zich inzet voor kansarme kinderen in de niet-westerse wereld.

## Persoonlijk
Zijn huidige partner is de kunstschilderes Louise van Teylingen. Hij is drie keer eerder getrouwd geweest. Schiffmacher heeft twee dochters, Morrison en Texas.
In november 2013 kwam Schiffmacher in het ziekenhuis van Mexico-Stad terecht en daar bleek hij een lichte, veelvoorkomende  hartafwijking te hebben van de minst gevaarlijke soort.

## Publicaties
- De grote Borneo-expeditie (1996)
- Heet van de naald (2004)
- 1000 Tattoos (2005)
- Lexicon der tatoeages (2008)
- Onderhuids (2010)
- The Mingins Photo Collection (2011, publicatie Amsterdam Tattoo Museum)
- Lexicon der tatoeages van A tot Z (2012, herdruk paperback)
- Moeder (2012, publicatie Amsterdam Tattoo Museum)
- Getekend! (2014)